# Truncoheronallenia
Truncoheronallenia es un género de foraminífero bentónico de la familia Glabratellidae, de la superfamilia Glabratelloidea, del suborden Rotaliina y del orden Rotaliida. Su especie tipo es Truncoheronallenia rarescens. Su rango cronoestratigráfico abarca el Holoceno.

## Clasificación
Truncoheronallenia incluye a la siguiente especie:
- Truncoheronallenia rarescens